# Medama
Medama is een geslacht van vlinders van de familie spinneruilen (Erebidae), uit de onderfamilie Lymantriinae.

## Soorten
- M. diplaga Hampson, 1910
- M. megerata Collenette, 1935
- M. phaea Hampson, 1900
- M. spatulidorsum Holloway, 1976